# Teatr Dom Pedro V

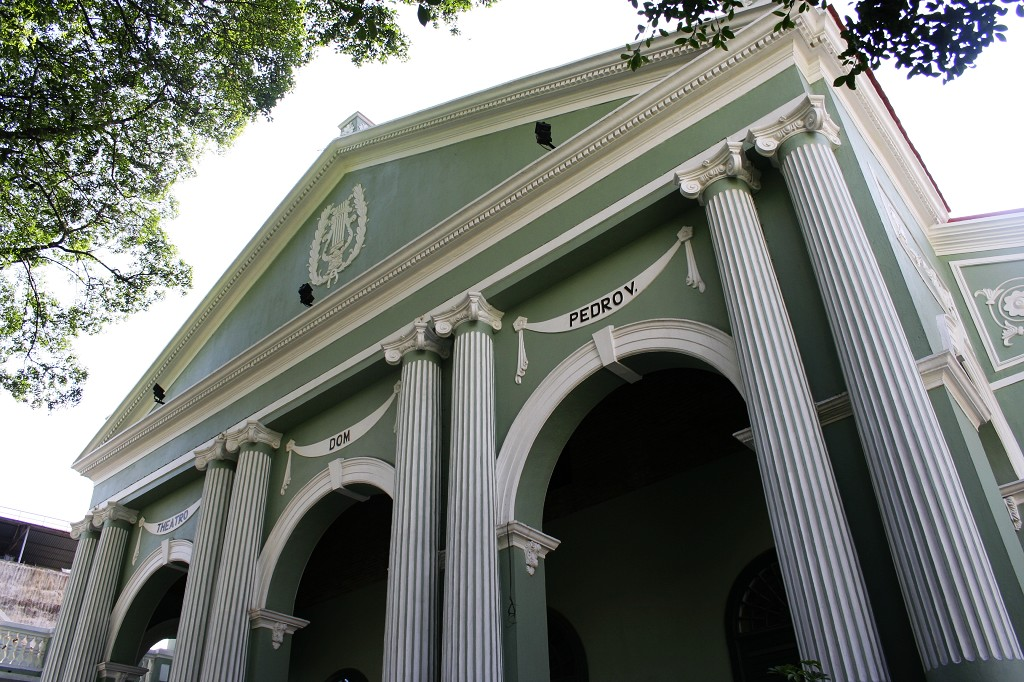
Teatr Dom Pedro V

Teatr Dom Pedro V (port. Teatro Dom Pedro V; chiń. trad. 伯多祿五世劇院 lub 崗頂波樓) – teatr przy placu św. Augustyna w Makau. Obiekt znajduje się w zabytkowym centrum Makau, które w 2005 zostało wpisane na listę światowego dziedzictwa UNESCO.

## Historia
Teatr został zbudowany w 1860 roku i był pierwszym teatrem w stylu zachodnim w Chinach. Powstał z inicjatywy społeczności portugalskiej w Makau, która chciała uczcić pamięć króla Piotra V. 
W 1873 roku odnowiono główną fasadę budynku i nadano jej bardziej neoklasycystyczny wygląd, dodając m.in. półkolumny i fronton. W drugiej połowie XX wieku teatr zamknięto na ponad dwadzieścia lat ze względu na problemy z termitami. Teatr wznowił działalność po przeprowadzeniu prac konserwatorskich w 1993 roku. W 2001 roku dokonano renowacji wnętrza. Obiekt położony jest w zabytkowym centrum Makau, które w 2005 zostało wpisane na listę światowego dziedzictwa UNESCO.

## Architektura
Budynek powstał w stylu neoklasycystycznym. Z przodu znajduje się portyk o wysokości 16 metrów, z czterema filarami, pomiędzy którymi mieszczą się arkady. Każdy filar ozdobiono dwiema półkolumnami w porządku jońskim. Całość zwieńczono frontonem. Cztery, stojące na granitowych schodach filary tworzą trzy arkady, z których każda ma 3 metry szerokości i 6 metrów wysokości. Zielona fasada nie posiada zbyt wielu elementów ozdobnych. Występują białe festony nad łukami i proste wzory kwiatowe w niektórych miejscach. Gzymsy i archiwolty są pomalowane na biało i kontrastują z całym budynkiem.
Wewnątrz znajduje się hol, mała sala balowa oraz okrągła sala ze sceną i widownią liczącą 300 miejsc. Po obu stronach sali ciągną się korytarze. Na górze, po obu stronach widowni, znajdują się półkoliste balkony podtrzymywane przez dziesięć filarów.